# Теодор фон Щолберг-Вернигероде
Теодор фон Щолберг-Вернигероде (на немски: Theodor Graf zu Stolberg-Wernigerode; * 5 юни 1827 в Крепелхоф, днес Каменна Гора в Долносилезко войводство, Полша; † 11 април 1902 във Вернигероде) е граф на Щолберг-Вернигероде и член на немския Райхстаг.
Той е най-малкият син (от 12 деца) на пруския държавен министър граф Антон фон Щолберг-Вернигероде (1785 – 1854) и съпругата му фрайин Луиза Тереза Шарлота Фридерика Каролина фон дер Реке (1787 – 1874), дъщеря на пруския министър фрайхер Еберхард Фридрих Кристоф фон дер Реке (1744 – 1818) и фрайин Елиза Доротея Луиза фон Финке (1763 – 1838).
Теодор фон Щолберг-Вернигероде напуска войската като майор и е собственик на рицарското имение в Тюц (Тучно, Западнопоморско войводство).
От 1878 до 1881 г. той е член на Немския Райхстаг. Той умира бездетен на 74 години на 11 април 1902 г. във Вернигероде.

## Фамилия
Теодор фон Щолберг-Вернигероде се жени на 16 април 1872 г. в Бетцендорф за Клара фон дер Шуленбург (* 16 декември 1849, Пропстай Залцведел; † 8 май 1936, манастир Дрюбек), дъщеря на фрайхер Ото Лудвиг Вилхелм Фердинанд фон дер Шуленбург (1806 – 1883) и Клара Августа Амалия Хенриета фон Латорф (1819 – 1890). Бракът е бездетен.